# التمرد في جامو وكشمير
التمرد في جامو وكشمير أو انتفاضة كشمير) هو انتفاضة أو تمرد ضد الإدارة الهندية لجامو وكشمير، منطقة تشكل الجزء الجنوبي من منطقة كشمير الكبرى والتي كانت موضع نزاع بين الهند وباكستان منذ عام 1947.
وترتبط جذور التمرد بنزاع حول الحكم الذاتي المحلي. كان التطور الديمقراطي مقصورًا على كشمير حتى أواخر سبعينيات القرن الماضي وبحلول عام 1988، تم عكس العديد من الإصلاحات الديمقراطية التي قدمتها الحكومة الهندية. في عام 1987، خلقت انتخابات ولاية متنازع عليها حافزًا للتمرد عندما قاد بعض أعضاء الهيئة التشريعية في الولاية إلى تشكيل جماعات متمردة مسلحة. في يوليو 1988، أثارت سلسلة من المظاهرات والإضرابات والهجمات ضد الحكومة الهندية تمرد كشمير الذي أصبح في التسعينيات مشكلة الأمن الداخلي الأهم في الهند.
لطالما كانت ولاية جامو وكشمير أرضا خصبة للطموحات الانفصالية منذ فترة طويلة، حيث دمرها التمرد منذ عام 1989. على الرغم من أن فشل الحكم الهندي والديمقراطية يعدان أحد جذور السخط الأولي، إلا أن باكستان لعبت دورًا هامًا في تحويل هذا الأخير إلى تمرد متطور تمامًا. وبيتما تدعم بعض الجماعات المتمردة في كشمير الاستقلال الكامل، تسعى جماعات أخرى إلى الانضمام إلى باكستان.
تزعم باكستان أنها تقدم الدعم «الأخلاقي والدبلوماسي» للحركة الانفصالية. بينما اتهمت الهند والمجتمع الدولي الاستخبارات الداخلية لباكستان بدعم وتوريد الأسلحة وتدريب المجاهدين، للقتال في جامو وكشمير.
في عام 2015، اعترف الرئيس السابق لباكستان برويز مشرف بأن بلاده قد دعمت الجماعات المتمردة ودربتها في التسعينيات. وقد دعت الهند باكستان مرارًا وتكرارًا إلى إنهاء «الإرهاب عبر الحدود» في كشمير. ظهرت العديد من الجماعات المسلحة الجديدة ذات الآراء الإسلامية الراديكالية وغيرت التركيز الأيديولوجي للحركة إلى الإسلام. حدث هذا جزئيًا بسبب عدد كبير من المقاتلين الإسلاميين «الجهاديين» الذين دخلوا وادي كشمير عقب نهاية الحرب السوفيتية-الأفغانية في الثمانينيات.
أدى الصراع بين المسلحين والقوات الهندية إلى سقوط عدد كبير من الضحايا. كما مات العديد من المدنيين نتيجة لاستهدافهم من قبل الجماعات المسلحة المختلفة. وفقًا للأرقام الرسمية الصادرة في مجلس جامو وكشمير، كان هناك 3400 حالة اختفاء فيما تسبب النزاع في مقتل أكثر من 47000 شخص، بينهم 7000 من أفراد الشرطة أيضًا اعتبارًا من يوليو 2009. ومع ذلك، انخفض عدد الوفيات المرتبطة بالتمرد في الولاية بشكل حاد منذ بدء عملية سلام بطيئة الحركة بين الهند وباكستان. تدعي بعض الجماعات الحقوقية ارتفاع عدد القتلى إلى 100000 منذ عام 1989.